# Стамболово (община)
Вижте пояснителната страница за други значения на Стамболово.
Община Стамболово се намира в Южна България и е една от съставните общини на област Хасково.

## География

### Географско положение, граници, големина
Общината е разположена в южната част на област Хасково. С площта си от 276,837 km2 заема 8-о място сред 11-те общини на областта, което съставлява 5,00% от територията на областта. Границите ѝ са следните:
- на север – община Хасково;
- на североизток – община Харманли;
- на изток – община Маджарово;
- на юг – община Крумовград, област Кърджали;
- на запад – община Кърджали, област Кърджали.

### Природни ресурси

#### Релеф
Релефът на общината е хълмист и ниско планински, като територията ѝ изцяло попада в централните части на Източните Родопи.
В южните и източните райони на община Маджарово са разположени западните части на източнородопския рид Гората. На 4 km югоизточно от село Тънково, на границата с Община Маджарово се намира най-високата на общината връх Ибрекджек 607,8 m.
Северно от рида Гората в пределите на общината попада почти цялата част на друг по-нисък източнородипски рид – Чала. Неговата максимална височина на територията на община Стамболово е връх Кръклара 411,5 m, разположен на 1 km източно от село Кралево.
В най-северните райони на общината се простират крайните южни, най-издигнати части на Хасковската хълмиста област.
Минималната височина на община Стамболово от 142 m н.в. се намира в коритото на река Арда, на 2 km югоизточно от село Долно поле.

#### Води
В южната част на общината, от запад на изток, по границата с община Крумовград, на протежение от 18 – 19 km протича част от средното течение на река Арда. Югозападно от село Рабово е изградена преградната стена на големия язовир Студен кладенец, като в пределите на община Стамболово попада част от „долната“ му част. След това река Арда последователно преминава през Рабовското долинно разширение, пролома в района на село Котлари (община Крумовград) и Долнополското долинно разширение, след което напуска пределите на общината.
В северната част на общината, през селата Царева поляна и Жълти бряг протича част от горното и част от средното течение на река Бързей, десен приток на Харманлийска река.
В средата на общината от юг-югозапад на север-североизток протича горното течение на Бисерска река (десен приток на Марица). Тя извира под името Домуздере на 425 m н.в. от западната част на рида Гората в Източните Родопи, на 700 m южно от село Поповец и тече в широка алувиална долина между ридове Чал на северозапад и Гората на югоизток покрай селата Кладенец, Долно Ботево, Голям извор и Малък извор.

## Население

### Етнически състав (2011)
Численост и дял на етническите групи според преброяването на населението през 2011 г.:
|                     | Численост | Дял (в %) |
| Общо                | 5934      | 100,00    |
| Българи             | 1320      | 22,24     |
| Турци               | 3 931     | 66,25     |
| Цигани              | 474       | 7,99      |
| Други               | 9         | 0,15      |
| Не се самоопределят | 8         | 0,13      |
| Неотговорили        | 192       | 3,24      |

### Движение на населението (1934 – 2021)
| Община Стамболово                             | Община Стамболово | Община Стамболово | Община Стамболово | Община Стамболово | Община Стамболово | Община Стамболово | Община Стамболово | Община Стамболово | Община Стамболово | Община Стамболово | Община Стамболово |
| --------------------------------------------- | ----------------- | ----------------- | ----------------- | ----------------- | ----------------- | ----------------- | ----------------- | ----------------- | ----------------- | ----------------- | ----------------- |
| Година                                        | 1934              | 1946              | 1956              | 1965              | 1975              | 1985              | 1992              | 2001              | 2011              | 2021              |                   |
| Население                                     | 11893             | 11616             | 11630             | 11749             | 12513             | 11957             | 7662              | 5833              | 5934              | 5458              |                   |
| Източници: Национален Статистически Институт, |                   |                   |                   |                   |                   |                   |                   |                   |                   |                   |                   |

### Населени места
Общината има 26 населени места с общо население от 5458 жители към 7 септември 2021 г.
| Населено място  | Население (2021 г.) | Площ на землището km2 | Забележка (старо име)                     | Населено място | Население (2021 г.) | Площ на землището km2 | Забележка (старо име)           |
| --------------- | ------------------- | --------------------- | ----------------------------------------- | -------------- | ------------------- | --------------------- | ------------------------------- |
| Балкан          | 145                 | -                     | Даа кьой, в з-щето на с. Царева поляна    | Кралево        | 134                 | 9,123                 | Кавак махле, Кральово           |
| Бял кладенец    | 57                  | 10,386                | Ак бунар                                  | Лясковец       | 308                 | 10,326                | Пъндаджик, Лесковец             |
| Воденци         | 92                  | 7,164                 | Кара Мусалар                              | Маджари        | 181                 | 8,491                 | Маджарлар                       |
| Войводенец      | 84                  | 4,238                 | Черибашилар                               | Малък извор    | 399                 | 11,838                | Малко Яйджелии, Малки извор     |
| Гледка          | 209                 | -                     | Красива гледка, в з-щето на с. Стамболово | Поповец        | 243                 | 17,167                | Ходжа ени махле                 |
| Голобрадово     | 47                  | 2,173                 | Кьосе кьой                                | Пчелари        | 216                 | 12,525                | Кованджилар                     |
| Голям извор     | 264                 | 14,833                | Голямо Яйджелии                           | Пътниково      | 45                  | 5,478                 | Киралар                         |
| Долно Ботево    | 287                 | 12,773                | Герен, Долно Ботьово                      | Рабово         | 161                 | 7,725                 | Ходжа кьой, Абдул Кадир         |
| Долно поле      | 88                  | 5,116                 | Неби кьой, Ново село                      | Светослав      | 108                 | 8,150                 | Айледин                         |
| Долно Черковище | 228                 | 12,683                | Алемдер                                   | Силен          | 139                 | 8,773                 | Коват кьой                      |
| Жълти бряг      | 649                 | 18,624                | Саръ юрт                                  | Стамболово     | 569                 | 22,585                | Еллер                           |
| Зимовина        | 205                 | 7,661                 | Коджа къшла                               | Тънково        | 225                 | 31,430                | Индже кьой                      |
| Кладенец        | 37                  | 8,037                 | Каушит                                    | Царева поляна  | 338                 | 29,538                | Хасобас                         |
|                 |                     |                       |                                           | ОБЩО           | 5458                | 276,837               | 2 населени места са без землища |

## Административно-териториални промени
- Указ № 525/обн. 03.12.1899 г. – преименува с. Кавак махле на с. Кральово;

– преименува с. Али баба текеси на с. Свети Илия;
- през 1901 г. – заличано е с. Свети Илия без административен акт поради изселване;
- Указ № 462/обн. 21.12.1906 г. – преименува с. Ак бунар на с. Бял кладенец;

– преименува с. Кара Мусалар на с. Воденци;
– преименува с. Черибашилар на с. Войводенец;
– преименува с. Кьосе кьой на с. Голобрадово;
– преименува с. Голямо Яйджелии на с. Голям извор;
– преименува с. Герен на с. Долно Ботьово;
– преименува с. Алемдер на с. Долно Черковище;
– преименува с. Саръ юрт на с. Жълти бряг;
– преименува с. Пъндаджик на с. Лесковец;
– преименува с. Маджарлар на с. Маджари;
– преименува с. Малко Яйджелии на с. Малки извор;
– преименува с. Неби кьой на с. Ново село;
– преименува с. Кованджилар на с. Пчелари;
– преименува с. Киралар на с. Пътниково;
– преименува с. Ходжа кьой (Абдул Кадир) на с. Рабово;
– преименува с. Айледин на с. Светослав;
– преименува с. Коват кьой на с. Силен;
– преименува с. Еллер на с. Стамболово;
– преименува с. Индже кьой на с. Тънково;
- МЗ № 2820/обн. 14.08.1934 г. – преименува с. Хасобас на с. Царева поляна;
- МЗ № 3775/обн. 07.12.1934 г. – преименува с. Даа кьой (Даа махле) на с. Балкан;

– преименува с. Коджа къшла на с. Зимовина;
– преименува с. Каушит на с. Кладенец;
– преименува с. Ходжа ени махле на с. Поповец;
- МЗ № 1401/обн. 19.07.1937 г. – признава н.м. Красива гледка (от с. Стамболово) за отделно населено място – м. Красива гледка;
- поправка на МЗ № 1401/обн. 20.09.1937 г. – преименува м. Красива гледка на м. Гледка;
- през 1956 г. – осъвременено е името на с. Долно Ботьово на с. Долно Ботево без административен акт;
- Указ № 169/обн. 10.05.1960 г. – преименува с. Ново село на с. Долно поле;
- Указ № 960/обн. 4 януари 1966 г. – осъвременява името на с. Кральово на с. Кралево;

– уточнява името на с. Лесковец на с. Лясковец;
– осъвременява името на с. Малки извор на с. Малък извор;
- Указ № 2294/обн. 26.12.1978 г. – признава м. Гледка за с. Гледка;
- Указ № 2932/обн. 30.09.1983 г. – отделя 26 населени места с техните землища от община Хасково и създава нова община Стамболово с административен център с. Стамболово.

## Транспорт
В западната част на общината, през землището на село Царева поляна, на протежение от 5,3 km преминава участък от трасето на жп линията Русе – Горна Оряховица – Стара Загора – Димитровград – Подкова.
През общината преминават частично 6 пътя от Републиканската пътна мрежа на България с обща дължина 64,8 km:
- участък от 17,8 km от Републикански път III-505 (от km 16,9 до km 34,7);
- последният участък от 6,8 km от Републикански път III-591 (от km 25,8 до km 32,6);
- последният участък от 19,6 km от Републикански път III-593 (от km 18,5 до km 38,1);
- последният участък от 2,6 km от Републикански път III-808 (от km 41,7 до km 44,3);
- последният участък от 5,9 km от Републикански път III-5072 (от km 15,7 до km 21,6);
- последният участък от 12,1 km от Републикански път III-5074 (от km 2,9 до km 15,0).

## Топографска карта
- Лист от карта K-35-76. Мащаб: 1 : 100 000.
- Лист от карта K-35-88. Мащаб: 1 : 100 000.